# Рэндалл, Дадли
Дадли Рэндалл (англ. Dudley Randall; 14 января 1914 года, Вашингтон, округ Колумбия — 5 августа 2000 года, Детройт) — афроамериканский поэт и издатель. Он основал издательство «Бродсайд Пресс» (англ. «Broadside Press»), опубликовавший многих афроамериканских писателей.

## Биография

### Детство
Дадли Рэндалл родился 14 января 1914 года в Вашингтоне, округ Колумбия, где жил до 1920 года пока его семья не переехала в Детройт. Дадли был третьим из пяти детей; его отец, Артур Джордж Клайд, был пастором, а его мать, Ада Виола Рэндалл, была учительницей.
В 1927 году, в возрасте 13 лет, Рэндалл опубликовал своё первое стихотворение в газете Детройт Фри Пресс (англ. Detroit Free Press).

### Образование и карьера
С 1932 по 1937 год Рэндалл работал на автомобильном заводе Форда и стал активным сторонником рабочего движения. В 1935 году Рэндалл женился на Руби Хэндс. Затем он работал в Почтовой службе США с 1937 до 1943 года. Во время Второй мировой войны в 1943 году Рэндалл был призван и служил в армии, в южной части Тихого океана. После окончания войны в 1946, он вернулся на почту и работал там до 1949 года. В 1949 году он поступил в магистратуру в Мичиганский университет, Энн-Арбор, который окончил в 1951 году со степенью в области библиотечного дела. После окончания университета Рэндалл работал библиотекарем в Университете Линкольна в Джефферсоне, штат Миссури, с 1951 по 1955 год, а затем в Государственном колледже Моргана в Балтиморе, штат Мэриленд, с 1954 по 1956 год.
В 1956 году Рэндалл вернулся в Детройт и работал в государственных библиотеках до 1969 года, когда он получил должность библиотекаря-консультанта в университете Детройта. где он оставался до 1976 года, когда вышел на пенсию.

## Работа и творчество
Рэндалл начал интересоваться поэзией с очень раннего возраста, создав свое первое стихотворение в возрасте четырех лет. В 1937 году Рэндалл познакомился со своим хорошим другом и соратником-поэтом Робертом Хайденом. Они часто говорили друг с другом о своем стиле и делились своими стихами в 40-х и 50-х годах, но Рэндалл редко публиковался из-за дискриминации против темнокожих представителей культуры и искусства.
После своего возвращения в Детройт в 1963 году Рэндалл написал свое самое известное стихотворение «Баллада о Бирмингеме» о взрыве в церкви, произошедшем в начале того же года. После того, как музыкант попросил сочинить из этого стиха песню, Рэндалл создал собственное издательство, чтобы сохранить права на свои стихи. Решение Рэндалла открыть свое издательство совпало с началом Движения за чёрное искусство (англ. Black Arts Movement) и убийством Малькольма Икса. В нем публиковались такие известные поэты, как Гвендолин Брукс, Маргарет Уокер, Наоми Магдетт, Роберт Хайден, Этеридж Найт и другие.
В 1966 году он опубликовал сборник стихов, в соавторстве с Маргарет Даннер, Poem Counterpoem; а в 1967 году он опубликовал совместно с Маргарет Берроуз антологию «Стихи о жизни и смерти Малькольма Икса» [2].

## Награды
- 1962 и 1966 г. — Государственный университет Уэйна, премия Томпкинса за поэзию и художественную литературу
- 1973 г. — Премия за освобождение Куумбы
- 1975 г. — Премия искусств в области литературы, Мичиганский фонд искусств
- 1975 г. — Премия «Выдающийся выпускник» Мичиганского университета
- 1977 г. — Премия «Выдающийся выпускник» государственного университета Уэйна
- 1977 г. — Премия Международной конференции чернокожих писателей
- 1978 г. — Доктор юридических наук, Детройтский университет
- 1981 г. — Премия творческого художника в области литературы, Совет искусств штата Мичиган
- 1981 г. — Стипендия Национального фонда искусств
- 1986 г. — Стипендия для старших специалистов
- 1981 г. — Назначен первым поэтом-лауреатом города Детройта мэром Колеманом А. Янгом[7]

## Интерес к России
C того времени как он работал на автомобильном заводе Форда, Рэндалл интересовался рабочим движением, и таким образом заинтересовался Советским Союзом. Он заметил, что русская литература почитается русскими больше, чем американская литература почитается американцами. После того как Рэндалл вернулся в Детройт, он начал изучать русский язык и перевёл некоторые стихи Симонова и Пушкина, включая «Я вас любил» на английский.
В июле и августе 1966 года Рэндалл побывал в Советском Союзе. Хотя он провел там только лето, Рэндалл смог провести время в Ленинграде, Баку и Алма-Ате [3]. Во время поездки он был удивлён и воодушевлен большим количеством этнических групп в стране, но также признал недостатки коммунизма. Он сказал: «они могут говорить о бесклассовом обществе, о равенстве, но всякий раз, когда люди собираются вместе, существует иерархия».